# Gerold Walser
Gerold Walser (* 25. Mai 1917 in Zürich; † 3. Juli 2000 in Basel) war ein Schweizer Althistoriker und Epigraphiker.

## Leben
Gerold Walser, Sohn des Romanistikprofessors Ernst Walser (1878–1929), studierte ab 1936 an den Universitäten Basel und Lausanne Alte Geschichte und Klassische Philologie. Während des Zweiten Weltkriegs war er ab 1944 Nachrichtenoffizier beim Schweizer Armeestab (Abteilung Deutschland-Italien). 1946 wurde er in Basel mit einer Arbeit über Rom, das Reich und die fremden Völker in der Geschichtsschreibung der frühen Kaiserzeit bei Harald Fuchs promoviert. Danach lehrte er an der Universität Freiburg im Breisgau. Nach seiner Habilitation 1952 bei Herbert Nesselhauf folgte Walser 1953 einem Ruf an die Universität Bern, wo er bis 1978 tätig war. Nach seiner Emeritierung ging er nach Freiburg zurück und übernahm dort 1991 erneut einen Lehrauftrag. 1997 wurde ihm für seine Verdienste um die Universität Freiburg und für seine wissenschaftlichen Leistungen die Ehrendoktorwürde verliehen.
Zu seinen Forschungsschwerpunkten zählten neben der Geschichtsschreibung Caesars und Tacitus’ die systematische Erforschung der römischen Straßen und Meilensteine, die Geschichte des Alpenraumes sowie die Geschichte der Hethiter und Iraner. Walser war seit 1950 bis zu seinem Tode zusammen mit dem Althistoriker Karl Friedrich Stroheker Herausgeber der internationalen Fachzeitschrift Historia. Er war außerdem Mitarbeiter am lateinischen Inschriftencorpus (Corpus Inscriptionum Latinarum) der Berliner Akademie (BBAW).
Walsers Privatbibliothek ging als Nachlass an das Seminar für Alte Geschichte der Universität Freiburg. Zwei originale antike Porträtköpfe aus seinem Vorbesitz erwarb die Archäologische Sammlung der Universität Freiburg.

## Schriften (Auswahl)
Monografien
- Bellum Helveticum. Studien zum Beginn der Caesarischen Eroberung von Gallien. Steiner, Stuttgart 1998, ISBN 3-515-07248-9.
- Römische Inschriftkunst. Römische Inschriften für den akademischen Unterricht und als Einführung in die lateinische Epigraphik. 2., verbesserte Auflage. Steiner, Stuttgart 1993, ISBN 3-515-06065-0.
- Hellas und Iran. Studien zu den griechisch-persischen Beziehungen vor Alexander (= Erträge der Forschung. Bd. 209). Wissenschaftliche Buchgesellschaft, Darmstadt 1984, ISBN 3-534-07272-3.
- Die Völkerschaften auf den Reliefs von Persepolis (= Teheraner Forschungen. Bd. 2). Mann, Berlin 1966.
- mit Thomas Pekáry: Die Krise des Römischen Reiches. Bericht über die Forschungen zur Geschichte des 3. Jahrhunderts (193–284 n. Chr.) von 1939 bis 1959. Walter de Gruyter, Berlin 1962.
- Caesar und die Germanen. Studien zur politischen Tendenz römischer Feldzugsberichte (= Historia. Einzelschriften. Bd. 1). Steiner, Wiesbaden 1956 (teilweise zugleich Habilitationsschrift, Universität Freiburg im Breisgau 1951).
- Rom, das Reich und die fremden Völker in der Geschichtsschreibung der frühen Kaiserzeit (= Basler Beiträge zur Geschichtswissenschaft. Bd. 37). Helbing & Lichtenhahn, Basel 1951 (teilweise zugleich Dissertation, Universität Basel 1946).

Herausgeberschaften
- mit Brigitte Walser: Theodor Mommsen: Tagebuch der französisch-italienischen Reise. 1844/1845. Lang, Bern u. a. 1976, ISBN 3-261-02096-2.
- Die Einsiedler Inschriftensammlung und der Pilgerführer durch Rom (= Historia. Einzelschriften. Bd. 53). Steiner, Stuttgart 1987, ISBN 3-515-04912-6.
- Beiträge zur Achämenidengeschichte (= Historia. Einzelschriften. Bd. 18). Steiner, Wiesbaden 1972.